# Perales del Puerto
Perales del Puerto (extremadurai nyelven Peralis del Puertu) település Spanyolországban, Cáceres tartományban. Perales del Puerto Acebo, Gata, Villasbuenas de Gata, Moraleja, Cilleros és Hoyos községekkel határos. Lakosainak száma 903 fő (2024).

## Népesség
A település népessége az elmúlt években az alábbi módon változott:
| Lakosok száma | 1013 | 992  | 992  | 970  | 975  | 977  | 964  | 952  | 943  | 903  |
|               | 2001 | 2004 | 2006 | 2009 | 2011 | 2014 | 2016 | 2019 | 2021 | 2024 |